# Uljanovská oblast
Uljanovská oblast (rusky Ульяновская о́бласть) je jednou z oblastí v Rusku. Nachází se v jižní části evropské poloviny země.

## Historie
Oblast byla ustanovena 19. ledna 1943 (dekretem prezidia Nejvyššího sovětu SSSR).

## Oblastní symboly

### Vlajka
Vlajka Uljanovské oblasti je tvořena světle modrým listem o poměru stran 2:3. Uprostřed je bílý sloup, korunovaný imperátorskou korunou s azurovými stuhami. Emblém má výšku 9/10 šířky vlajky.

## Geografie
Oblast hraničí s Čuvašskem, Tatarstánem, Samarskou, Penenzskou, Saratovskou oblastí a dále pak s Mordvinskem.
Oblast se nachází na západním okraji velkých stepí. 25 % jejího území pokrývají lesy a zbytek pak louky a stepi. Hlavním vodním tokem je zde Volha, která ji dělí na dvě poloviny. Nejvyšší vrcholky místních pahorkatin dosahují výšky jen okolo 350  m, východní část území oblasti je pak zcela nížinného charakteru.
Podnebí je kontinentální a během roku se prudce mění. V červnu dosahuje průměrná teplota +19 °C, v lednu pak −13 °C